# Paul Cérésole

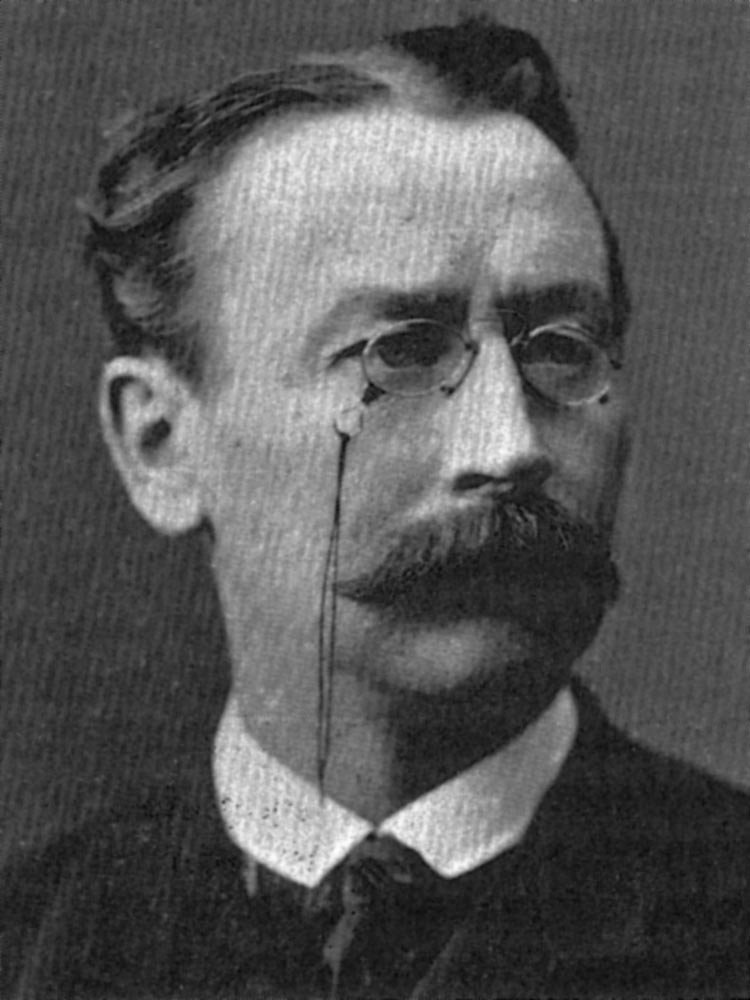
Paul Cérésole (um 1870)

Paul Cérésole (* 16. November 1832 in Friedrichsdorf; † 7. Januar 1905 in Lausanne; heimatberechtigt in Vevey) war ein Schweizer Politiker und Rechtsanwalt. Nach etwas mehr als zehn Jahren Tätigkeit als Gemeinderat, Staatsrat des Kantons Waadt und Nationalrat wurde er 1870 als Vertreter des liberalen Zentrums (der heutigen FDP) in den Bundesrat gewählt. Er war 1873 Bundespräsident, bis 1875 gehörte er der Landesregierung an. Anschliessend war er zehn Jahre lang Direktor einer Eisenbahngesellschaft. Sein Sohn Pierre Cérésole war ein bekannter Pazifist und Gründer von Service Civil International.

## Biografie

### Studium und Kantonspolitik
Er war das zweite von sieben Kindern des späteren Theologieprofessors Auguste Cérésole und von Sophie Köster. Seine ersten Lebensjahre verbrachte er in Friedrichsdorf in der Landgrafschaft Hessen-Homburg, wo der Vater als Pastor der protestantischen Kirchgemeinde wirkte. 1844 liess sich die Familie, die ursprünglich aus Ceresole Alba im Piemont stammt, in Moudon nieder. Von 1845 bis 1850 besuchte Cérésole die Akademie in Neuchâtel, anschliessend studierte er Rechtswissenschaft an der Akademie in Lausanne. 1849 trat er der Société d’Étudiants de Belles-Lettres bei, ein Jahr später auch dem Schweizerischen Zofingerverein. Nach dem Studienabschluss mit Lizenziat im Jahr 1855 und kurzen Aufenthalten im benachbarten Ausland absolvierte er in Vevey ein Anwaltspraktikum bei Jules Martin, der ihn 1858 zum Kanzleipartner machte.
Einen ersten Einblick in die Politik erhielt der fliessend Deutsch sprechende Cérésole 1852 als Übersetzer im Ständerat, dem Martin vorübergehend angehörte. Seine eigene politische Karriere begann 1859 mit der Wahl in die Gemeindelegislative und kurz darauf in den Gemeinderat von Vevey, dem er bis 1862 angehörte. Er positionierte sich im gemässigten Flügel der Liberalen und forderte 1861 zusammen mit Jules Eytel, dem Anführer des linken Flügels der Radikalen, eine Revision der Kantonsverfassung, mit der die Machtfülle von Louis-Henri Delarageaz eingeschränkt werden sollte. Im daraufhin gewählten Verfassungsrat setzte sich Cérésole insbesondere für die Religionsfreiheit sowie eine einheitliche Einkommens- und Vermögensbesteuerung ein.
1862 folgte die Wahl in den Staatsrat, die Waadtländer Kantonsregierung. Delarageaz war geschlagen worden, die neue Regierung setzte sich aus gemässigten Liberalen und linken Radikalen zusammen. Cérésole stand zunächst dem Militärdepartement vor, danach dem Justiz- und Polizeidepartement. Eytel musste 1863 aus der Regierung zurücktreten, nachdem ihm vorgeworfen worden war, sich für die Gotthardbahn eingesetzt zu haben. Dadurch wurde auch Cérésoles Position geschwächt, da die zuvor entmachteten Radikalen um Delarageaz wieder an Einfluss gewannen. Er trat 1866 zurück, liess sich daraufhin ins Kantonsparlament wählen und arbeitete wieder als Rechtsanwalt. Unter anderem verteidigte er Héli Freymond, an dem das letzte Todesurteil im Kanton Waadt vollstreckt wurde.

### Bundespolitik
Wenige Wochen nach seinem Rücktritt als Staatsrat kandidierte Cérésole bei den Nationalratswahlen 1866 und setzte sich im Wahlkreis Waadt-Ost im ersten Wahlgang durch. Mit seinem rhetorischen Talent und seinen Deutschkenntnissen zog er im Nationalrat sogleich die Aufmerksamkeit auf sich. Seine Ratskollegen wählten ihn 1870 zum nebenamtlichen Bundesrichter. Er widmete sich der Reorganisation dieses Gerichts und erarbeitete zu diesem Zweck ein Organisationsgesetz zur Bundesrechtspflege.
Nach dem unerwarteten Tod von Victor Ruffy bildeten sich vor der Wahl eines neuen Bundesrates drei Gruppen in der Bundesversammlung. Die Zentralisten schlugen den Neuenburger Eugène Borel vor, die Berner und Waadtländer Radikalen setzten auf Louis Ruchonnet, das liberale Zentrum und die Katholisch-Konservativen sprachen sich für Cérésole aus. Letzterer erhielt am 1. Februar 1870 im zweiten Wahlgang 83 von 155 abgegebenen Stimmen; auf Borel entfielen 66 Stimmen, auf Vereinzelte 6 Stimmen.

### Bundesrat
Bei seinem Amtsantritt erhielt Cérésole das Finanzdepartement zugewiesen. Der Deutsch-Französische Krieg war eine grosse Belastung für die Bundesfinanzen, da fünf Divisionen einberufen werden mussten, um die Grenzen zu bewachen. Zu den Besoldungen kamen die Kosten für die Internierung der 80'000 Mann umfassenden französischen Bourbaki-Armee hinzu. Während das erste Problem mit der Aufnahme von Krediten gelöst werden konnte, erstattete Frankreich die Internierungskosten nach Kriegsende zurück, nachdem Cérésole bei Verhandlungen darauf gedrängt hatte. 1872 leitete er das Militärdepartement.
In der Debatte um die Totalrevision der Bundesverfassung nahm Cérésole eine zentralistische Haltung ein. Ein besonderes Anliegen war ihm die grundlegende Vereinheitlichung des Wirtschafts- und Zivilrechts. Der von den Zentralisten geprägte Verfassungsentwurf scheiterte in der Volksabstimmung am 12. Mai 1872 knapp mit 50,5 % Nein-Stimmen, wobei der Kanton Waadt mit deutlicher Mehrheit ablehnte. Fünfeinhalb Monate später weigerte sich Cérésole, in seinem eigenen Kanton zur damals üblichen Komplimentswahl anzutreten. Er begründete dies damit, dass die Arbeiten an der Verfassungsrevision fortgesetzt würden und er dieselben Standpunkte wie zuvor vertrete. Diese würden es ihm nicht erlauben, eine Wählerschaft zu vertreten, die den Entwurf derart massiv abgelehnt habe. Stattdessen liess er sich im weitaus reformfreudigeren Wahlkreis Bern-Oberland wählen. Am 26. August 1872 vertrat er den Bundesrat an der Einweihungsfeier des St. Jakobs-Denkmals von Ferdinand Schlöth in Basel.
Cérésole leitete 1873 als Bundespräsident wie damals üblich das Politische Departement und war somit auch Aussenminister. In seinem Präsidialjahr beherrschte der nach dem Ersten Vatikanischen Konzil zwischen Radikalen und Katholisch-Konservativen entbrannte Kulturkampf die öffentliche Debatte. Der Heilige Stuhl schuf in Genf gegen den Willen der Landesregierung ein Apostolisches Vikariat, woraufhin der Bundesrat sich jeglicher Ausübung dieses Amtes in der Schweiz widersetzte und Vikar Gaspard Mermillod des Landes verwies. Papst Pius IX. beschuldigte die Schweiz in der Enzyklika Etsi multa luctuosa, die Glaubensfreiheit verletzt zu haben. Der Bundesrat reagierte mit dem Abbruch der diplomatischen Beziehungen und der Ausweisung von Nuntius Gian Battista Agnozzi. Cérésole unterstützte diese Massnahmen ausdrücklich.
Ab 1874 stand Cérésole dem Justiz- und Polizeidepartement vor. Während er als Bundespräsident die Position der Radikalen mitgetragen hatte, wehrte er sich nun erfolgreich gegen die Forderung, sämtliche Klöster in der Schweiz aufzuheben. Ausserdem nahm er die Beschwerden von Bischof Eugène Lachat an, der sich über diskriminierende Massnahmen der Berner Regierung gegen die katholische Kirche im Berner Jura beklagte. Am 7. Dezember 1875 erklärte Cérésole den Rücktritt und übergab sein Amt Ende Jahr an seinen Nachfolger Numa Droz.

### Weitere Tätigkeiten
Ab Beginn des Jahres 1876 arbeitete Cérésole als Direktor der Eisenbahngesellschaft Compagnie du Simplon mit Sitz in Lausanne. Der ins Stocken geratene Bau der Simplonstrecke konnte unter seiner Führung fortgesetzt und abgeschlossen werden. 1881 fusionierte die Compagnie du Simplon mit den Chemins de fer de la Suisse Occidentale zur Suisse-Occidentale–Simplon. Cérésole verhandelte mit dem französischen Minister Léon Gambetta über die Finanzierung des Simplontunnels, doch die Verhandlungen endeten nach einem Regierungswechsel ergebnislos. Da es Cérésole nicht gelang, andere Finanzierungsquellen zu finden, löste der Verwaltungsrat 1886 seinen Arbeitsvertrag auf.
Im Militär hatte Cérésole seit 1870 den Rang eines Obersten. 1878 übernahm er das Kommando über die 1. Division, von 1891 bis 1898 kommandierte er das 1. Armeekorps. Auch seine politische Karriere setzte er fort. Er wurde 1878 ins Waadtländer Kantonsparlament gewählt, dem er weitere 20 Jahre lang angehörte. Als Reaktion auf den aufkommenden Sozialismus rückten die Radikalen und gemässigten Liberalen im Kanton Waadt wieder zusammen. Mit Unterstützung der Radikalen kandidierte Cérésole am 12. Februar 1893 bei einer Nachwahl um einen vakanten Nationalratssitz im Wahlkreis Waadt-Ost und setzte sich gegen den Sozialdemokraten Aloys Fauquez durch. 1899 trat er als Nationalrat zurück.